# Georg von Kameke (General, 1770)
Georg Christian Friedrich von Kameke (* 10. August 1770 auf Gut Freudenthal, Kreis Heiligenbeil; † 16. Oktober 1837 in Stettin) war ein preußischer Generalleutnant.

## Leben

### Herkunft
Seine Eltern waren der preußische Kapitän Heinrich Arnold Friedrich Wilhelm von Kameke (* 22. Juni 1743; † 10. April 1827) und dessen Ehefrau Friederike Augustine, geborene Christgan (* 18. Dezember 1742; † 27. Juni 1787).

### Militärkarriere
Kameke besuchte verschiedene Schulen an den Stationierungsorten seines Vaters, so kam er nach Heiligenbeil, Königsberg und Frankfurt (Oder). Am 5. April 1785 trat er als Junker in das Dragonerregiment „von Wylich und Lottum“ der Preußischen Armee ein. Dort wurde er am 26. Juli 1787 Fähnrich und nahm im gleichen Jahr am Feldzug in Holland teil.
Am 26. Mai 1788 wurde er Sekondeleutnant. Während des Ersten Koalitionskrieges kämpfte Kameke bei der Kanonade von Valmy, den Schlachten von Pirmasens und Kaiserslautern sowie den Gefechten bei Stromberg, Zweibrücken und Hermersberg. Bei einem Scharmützel am Kettricher Hof besiegte er die angreifenden Franzosen, erbeutete zwei Kanonen und machte einige Gefangene. Dafür erhielt Kameke am 21. August 1793 den Orden Pour le Mérite. Er war damals gerade 23 Jahre alt. Bis Ende Februar 1806 stieg er zum Stabskapitän auf. Während des Vierten Koalitionskrieges kämpfte er im Gefecht bei Ratzeburg und geriet bei mit der Kapitulation in Ratekau in Gefangenschaft, wurde aber wieder ausgetauscht. Er wurde dann im Gefecht bei Dirschau schwer verwundet, konnte sich aber bei der Verteidigung von Danzig wieder hervortun. Am 17. Dezember 1807 wurde er dann Rittmeister und Eskadronchef im Brandenburgischen Dragoner-Regiment. Er wurde am 21. Oktober 1812 Major und kämpfte im gleichen Jahr in den Gefechten bei Gräfenthal, Wollgrund und Garossenkrug. Am 12. November 1812 wurde er als Eskadronchef in das Litauische Dragoner-Regiment und am 11. Juli 1813 dann zum 2. Westpreußischen Dragoner-Regiment versetzt.
Während der Befreiungskriege kämpfte Kameke in den Schlachten bei Großgörschen und Bautzen, wo er das Eiserne Kreuz II. Klasse erhielt. Ferner kämpfte er bei Großbeeren, Dennewitz (hier erhielt er das Eiserne Kreuz I. Klasse), Leipzig, Laon sowie den Gefechten bei Danigkow, Colditz, Königswartha, Arnheim, Crespy und West-Malen. In der Zeit wurde er am 8. Dezember 1813 Oberstleutnant und am 12. Mai 1814 Kommandeur des Dragoner-Regiments „Königin“. Im Jahr 1815 kämpfte er bei Ligny, wo sein Pferd erschossen wurde, und bei Belle Alliance, wo er sich den Orden der Heiligen Anna II. Klasse erwarb. Am 2. Oktober 1815 wurde er zum Oberst befördert.
Nach dem Krieg wurde er am 5. Mai 1821 Kommandeur der 3. Landwehr-Brigade und dem Regiment aggregiert. Am 20. März 1821 erhielt er die Erlaubnis, die Uniform des 2. Kürassier-Regiments zu tragen, dass aus dem Dragoner-Regiment „Königin“ hervorgegangen war. Am 30. März 1822 wurde er zum Generalmajor mit Patent vom 31. März 1822 befördert. Unter Verleihung des Roten Adlerordens II. Klasse mit Eichenlaub wurde Kameke am 17. März 1835 als Generalleutnant mit einer Pension von 2700 Talern verabschiedet. Er starb am 16. Oktober 1837 in Stettin an Brustwassersucht.

### Familie
Er heiratete am 26. Juli 1816 in Friedeberg in der Neumark Henriette Luise Karoline Lehmann (* 17. Februar 1795; † 20. Oktober 1878). Das Paar hatte folgende Kinder:
- Georg Arnold Karl (1817–1893), preußischer Kriegsminister ⚭ 1863 Helene Emilie Charlotte von Oelsen (* 12. November 1839; † 10. August 1907)
- Hermann Friedrich Wilhelm (1819–1889), preußischer General der Infanterie
- Alexander Paul August Theodor (* 2. Januar 1824; † 16. August 1870), Oberst, gefallen bei Vionville als Kommandeur des Oldenburgischen Infanterie-Regiments Nr. 91 ⚭ Marie Wächter (* 17. September 1829)

Die Witwe erhielt einen königlichen Zuschuss zu ihrer Witwenpension von 500 Talern.